# Parafia św. Bartłomieja w Dzierżysławie
Parafia pw. św. Bartłomieja w Dzierżysławiu – parafia rzymskokatolicka znajdująca się w Dzierżysławiu. Należy do Dekanatu Kietrz diecezji opolskiej.

## Historia
W sąsiednim Lubotyniu znajduje się filia przy kościele Narodzenia Najświętszej Maryi Panny, dawniej samodzielna parafia. Obie parafie należały pierwotnie do diecezji ołomunieckiej. Po 1742 parafia została odcięta od diecezjalnego Ołomuńca, znajdując się na terenie tzw. dystryktu kietrzańskiego. W 1863 liczyła 1004 katolików i 366 niekatolików, 6 żydów, była niemieckojęzyczna, natomiast Lubotyń liczył 698 katolików i 4 niekatolików, niemiecko- i morawskojęzycznych. Od końca II wojny światowej w granicach Polski. W diecezji opolskiej od 1972.